# Alastor bispinosus
Alastor bispinosus är en stekelart som beskrevs av Giordani Soika 1983. Alastor bispinosus ingår i släktet Alastor och familjen Eumenidae. Inga underarter finns listade i Catalogue of Life.